# Herrarnas turnering i fotboll vid olympiska sommarspelen 2000
Herrarnas turnering i fotboll vid olympiska sommarspelen 2000 vanns av Kamerun som därmed tog sin första olympiska medalj i fotboll. I finalen slog de Spanien efter straffar. Bronset tog Chile efter seger över USA i bronsmatchen.
Fyra länder deltog för första gången i den olympiska fotbollsturneringen nämligen Sydafrika, Honduras, Tjeckien och Slovakien. De två sistnämnda vann guldet vid de olympiska sommarspelen 1980, då som Tjeckoslovakien.

## Kvalificerade nationer
- Australien (värdnation)
- Brasilien
- Chile
- Honduras
- Italien
- Japan
- Kamerun
- Kuwait
- Marocko
- Nigeria
- Slovakien
- Spanien
- Sydafrika
- Sydkorea
- Tjeckien
- USA

## Arenor
| Sydney             | Melbourne                                     | Sydney                                        | Brisbane                                      |
| ------------------ | --------------------------------------------- | --------------------------------------------- | --------------------------------------------- |
| Olympic Stadium    | Melbourne Cricket Ground                      | Sydney Football Stadium                       | Brisbane Cricket Ground                       |
| Kapacitet: 110 000 | Kapacitet: 98 000                             | Kapacitet: 42 500                             | Kapacitet: 37 000                             |
|                    |                                               |                                               |                                               |
| Canberra           | · Melbourne Sydney Brisbane Canberra Adelaide | · Melbourne Sydney Brisbane Canberra Adelaide | · Melbourne Sydney Brisbane Canberra Adelaide |
| Bruce Stadium      | · Melbourne Sydney Brisbane Canberra Adelaide | · Melbourne Sydney Brisbane Canberra Adelaide | · Melbourne Sydney Brisbane Canberra Adelaide |
| Kapacitet: 25 011  | · Melbourne Sydney Brisbane Canberra Adelaide | · Melbourne Sydney Brisbane Canberra Adelaide | · Melbourne Sydney Brisbane Canberra Adelaide |
|                    | · Melbourne Sydney Brisbane Canberra Adelaide | · Melbourne Sydney Brisbane Canberra Adelaide | · Melbourne Sydney Brisbane Canberra Adelaide |
| Adelaide           | · Melbourne Sydney Brisbane Canberra Adelaide | · Melbourne Sydney Brisbane Canberra Adelaide | · Melbourne Sydney Brisbane Canberra Adelaide |
| Hindmarsh Stadium  | · Melbourne Sydney Brisbane Canberra Adelaide | · Melbourne Sydney Brisbane Canberra Adelaide | · Melbourne Sydney Brisbane Canberra Adelaide |
| Kapacitet: 20 000  | · Melbourne Sydney Brisbane Canberra Adelaide | · Melbourne Sydney Brisbane Canberra Adelaide | · Melbourne Sydney Brisbane Canberra Adelaide |
|                    | · Melbourne Sydney Brisbane Canberra Adelaide | · Melbourne Sydney Brisbane Canberra Adelaide | · Melbourne Sydney Brisbane Canberra Adelaide |

## Spelartrupper
Varje land fick skicka en trupp bestående av 18 spelare där endast tre spelare fick vara över 23 år.

## Gruppspel

### Grupp A
| Nr | Lag        | S | V | O | F | GM | IM | MS | P |
| -- | ---------- | - | - | - | - | -- | -- | -- | - |
| 1  | Italien    | 3 | 2 | 1 | 0 | 5  | 2  | +3 | 7 |
| 2  | Nigeria    | 3 | 1 | 2 | 0 | 7  | 6  | +1 | 5 |
| 3  | Honduras   | 3 | 1 | 1 | 1 | 6  | 7  | −1 | 4 |
| 4  | Australien | 3 | 0 | 0 | 3 | 3  | 6  | −3 | 0 |

|              | 13 september 2000 | Nigeria                                                        | 3 – 3           | Honduras                                     | Hindmarsh Stadium                                        |                                                          |
| 18:30 UTC+10 | 18:30 UTC+10      | Bright Ignabidolor 50′ Victor Agali 78′ Yakubu Aiyegbeni 90+1′ | (0 – 1) Rapport | 35′, 76′ David Suazo 60′ Julio César de León | Adelaide Publik: 13 386 Domare: Ľuboš Micheľ (Slovakien) | Adelaide Publik: 13 386 Domare: Ľuboš Micheľ (Slovakien) |
| 18:30 UTC+10 | 18:30 UTC+10      |                                                                |                 |                                              | Adelaide Publik: 13 386 Domare: Ľuboš Micheľ (Slovakien) | Adelaide Publik: 13 386 Domare: Ľuboš Micheľ (Slovakien) |
| 18:30 UTC+10 | 18:30 UTC+10      |                                                                |                 |                                              | Adelaide Publik: 13 386 Domare: Ľuboš Micheľ (Slovakien) | Adelaide Publik: 13 386 Domare: Ľuboš Micheľ (Slovakien) |

|              | 13 september 2000 | Australien | 0 – 1           | Italien          | Melbourne Cricket Ground                                     |                                                              |
| 20:00 UTC+10 | 20:00 UTC+10      |            | (0 – 0) Rapport | 81′ Andrea Pirlo | Melbourne Publik: 93 252 Domare: Peter Prendergast (Jamaica) | Melbourne Publik: 93 252 Domare: Peter Prendergast (Jamaica) |
| 20:00 UTC+10 | 20:00 UTC+10      |            |                 |                  | Melbourne Publik: 93 252 Domare: Peter Prendergast (Jamaica) | Melbourne Publik: 93 252 Domare: Peter Prendergast (Jamaica) |
| 20:00 UTC+10 | 20:00 UTC+10      |            |                 |                  | Melbourne Publik: 93 252 Domare: Peter Prendergast (Jamaica) | Melbourne Publik: 93 252 Domare: Peter Prendergast (Jamaica) |

|              | 16 september 2000 | Australien                        | 2 – 3           | Nigeria                                              | Sydney Football Stadium                                |                                                        |
| 20:00 UTC+10 | 20:00 UTC+10      | Hayden Foxe 41′ Kasey Wehrman 44′ | (2 – 2) Rapport | 16′ Pius Ikedia 22′ Julius Aghahowa 64′ Victor Agali | Sydney Publik: 38 080 Domare: Carlos Simon (Brasilien) | Sydney Publik: 38 080 Domare: Carlos Simon (Brasilien) |
| 20:00 UTC+10 | 20:00 UTC+10      |                                   |                 |                                                      | Sydney Publik: 38 080 Domare: Carlos Simon (Brasilien) | Sydney Publik: 38 080 Domare: Carlos Simon (Brasilien) |
| 20:00 UTC+10 | 20:00 UTC+10      |                                   |                 |                                                      | Sydney Publik: 38 080 Domare: Carlos Simon (Brasilien) | Sydney Publik: 38 080 Domare: Carlos Simon (Brasilien) |

|              | 16 september 2000 | Italien                                         | 3 – 1           | Honduras                    | Hindmarsh Stadium                             |                                               |
| 18:30 UTC+10 | 18:30 UTC+10      | Gianni Comandini 12′, 22′ Massimo Ambrosini 18′ | (3 – 1) Rapport | 29′ (sjm.) Alessandro Nesta | Adelaide Publik: 18 301 Domare: Lu Jun (Kina) | Adelaide Publik: 18 301 Domare: Lu Jun (Kina) |
| 18:30 UTC+10 | 18:30 UTC+10      |                                                 |                 |                             | Adelaide Publik: 18 301 Domare: Lu Jun (Kina) | Adelaide Publik: 18 301 Domare: Lu Jun (Kina) |
| 18:30 UTC+10 | 18:30 UTC+10      |                                                 |                 |                             | Adelaide Publik: 18 301 Domare: Lu Jun (Kina) | Adelaide Publik: 18 301 Domare: Lu Jun (Kina) |

|              | 19 september 2000 | Italien                   | 1 – 1           | Nigeria         | Hindmarsh Stadium                                     |                                                       |
| 18:30 UTC+10 | 18:30 UTC+10      | Samuel Okunowo 65′ (sjm.) | (0 – 1) Rapport | 40′ Garba Lawal | Adelaide Publik: 18 340 Domare: Felipe Ramos (Mexiko) | Adelaide Publik: 18 340 Domare: Felipe Ramos (Mexiko) |
| 18:30 UTC+10 | 18:30 UTC+10      |                           |                 |                 | Adelaide Publik: 18 340 Domare: Felipe Ramos (Mexiko) | Adelaide Publik: 18 340 Domare: Felipe Ramos (Mexiko) |
| 18:30 UTC+10 | 18:30 UTC+10      |                           |                 |                 | Adelaide Publik: 18 340 Domare: Felipe Ramos (Mexiko) | Adelaide Publik: 18 340 Domare: Felipe Ramos (Mexiko) |

|              | 19 september 2000 | Australien               | 1 – 2           | Honduras            | Sydney Football Stadium                               |                                                       |
| 20:00 UTC+10 | 20:00 UTC+10      | Jaime Rosales 51′ (sjm.) | (0 – 1) Rapport | 3′, 60′ David Suazo | Sydney Publik: 37 788 Domare: Mourad Daami (Tunisien) | Sydney Publik: 37 788 Domare: Mourad Daami (Tunisien) |
| 20:00 UTC+10 | 20:00 UTC+10      |                          |                 |                     | Sydney Publik: 37 788 Domare: Mourad Daami (Tunisien) | Sydney Publik: 37 788 Domare: Mourad Daami (Tunisien) |
| 20:00 UTC+10 | 20:00 UTC+10      |                          |                 |                     | Sydney Publik: 37 788 Domare: Mourad Daami (Tunisien) | Sydney Publik: 37 788 Domare: Mourad Daami (Tunisien) |

### Grupp B
| Nr | Lag      | S | V | O | F | GM | IM | MS | P |
| -- | -------- | - | - | - | - | -- | -- | -- | - |
| 1  | Chile    | 3 | 2 | 0 | 1 | 7  | 3  | +4 | 6 |
| 2  | Spanien  | 3 | 2 | 0 | 1 | 6  | 3  | +3 | 6 |
| 3  | Sydkorea | 3 | 2 | 0 | 1 | 2  | 3  | −1 | 6 |
| 4  | Marocko  | 3 | 0 | 0 | 3 | 1  | 7  | −6 | 0 |

|              | 14 september 2000 | Sydkorea | 0 – 3           | Spanien                                   | Hindmarsh Stadium                                     |                                                       |
| 18:30 UTC+10 | 18:30 UTC+10      |          | (0 – 3) Rapport | 10′ Toni Velamazán 26′ José Mari 37′ Xavi | Adelaide Publik: 14 060 Domare: Felipe Ramos (Mexiko) | Adelaide Publik: 14 060 Domare: Felipe Ramos (Mexiko) |
| 18:30 UTC+10 | 18:30 UTC+10      |          |                 |                                           | Adelaide Publik: 14 060 Domare: Felipe Ramos (Mexiko) | Adelaide Publik: 14 060 Domare: Felipe Ramos (Mexiko) |
| 18:30 UTC+10 | 18:30 UTC+10      |          |                 |                                           | Adelaide Publik: 14 060 Domare: Felipe Ramos (Mexiko) | Adelaide Publik: 14 060 Domare: Felipe Ramos (Mexiko) |

|              | 14 september 2000 | Marocko              | 1 – 4           | Chile                                                               | Melbourne Cricket Ground                            |                                                     |
| 20:00 UTC+10 | 20:00 UTC+10      | El Hocine Ouchla 79′ | (0 – 1) Rapport | 36′, 55′ (str.), 61′ (str.) Iván Zamorano 71′ (str.) Reinaldo Navia | Melbourne Publik: 22 654 Domare: Saad Mane (Kuwait) | Melbourne Publik: 22 654 Domare: Saad Mane (Kuwait) |
| 20:00 UTC+10 | 20:00 UTC+10      |                      |                 |                                                                     | Melbourne Publik: 22 654 Domare: Saad Mane (Kuwait) | Melbourne Publik: 22 654 Domare: Saad Mane (Kuwait) |
| 20:00 UTC+10 | 20:00 UTC+10      |                      |                 |                                                                     | Melbourne Publik: 22 654 Domare: Saad Mane (Kuwait) | Melbourne Publik: 22 654 Domare: Saad Mane (Kuwait) |

|              | 17 september 2000 | Sydkorea         | 1 – 0           | Marocko | Hindmarsh Stadium                                         |                                                           |
| 18:30 UTC+10 | 18:30 UTC+10      | Lee Chun-soo 53′ | (0 – 0) Rapport |         | Adelaide Publik: 12 753 Domare: Herbert Fandel (Tyskland) | Adelaide Publik: 12 753 Domare: Herbert Fandel (Tyskland) |
| 18:30 UTC+10 | 18:30 UTC+10      |                  |                 |         | Adelaide Publik: 12 753 Domare: Herbert Fandel (Tyskland) | Adelaide Publik: 12 753 Domare: Herbert Fandel (Tyskland) |
| 18:30 UTC+10 | 18:30 UTC+10      |                  |                 |         | Adelaide Publik: 12 753 Domare: Herbert Fandel (Tyskland) | Adelaide Publik: 12 753 Domare: Herbert Fandel (Tyskland) |

|              | 17 september 2000 | Spanien                | 1 – 3           | Chile                                     | Melbourne Cricket Ground                                      |                                                               |
| 20:00 UTC+10 | 20:00 UTC+10      | Jesús María Lacruz 54′ | (0 – 2) Rapport | 24′ Rafael Olarra 41′, 90′ Reinaldo Navia | Melbourne Publik: 58 061 Domare: Felix Tangawarima (Zimbabwe) | Melbourne Publik: 58 061 Domare: Felix Tangawarima (Zimbabwe) |
| 20:00 UTC+10 | 20:00 UTC+10      |                        |                 |                                           | Melbourne Publik: 58 061 Domare: Felix Tangawarima (Zimbabwe) | Melbourne Publik: 58 061 Domare: Felix Tangawarima (Zimbabwe) |
| 20:00 UTC+10 | 20:00 UTC+10      |                        |                 |                                           | Melbourne Publik: 58 061 Domare: Felix Tangawarima (Zimbabwe) | Melbourne Publik: 58 061 Domare: Felix Tangawarima (Zimbabwe) |

|              | 20 september 2000 | Sydkorea          | 1 – 0           | Chile | Hindmarsh Stadium                                        |                                                          |
| 18:30 UTC+10 | 18:30 UTC+10      | Lee Dong-Gook 28′ | (1 – 0) Rapport |       | Adelaide Publik: 16 309 Domare: Ľuboš Micheľ (Slovakien) | Adelaide Publik: 16 309 Domare: Ľuboš Micheľ (Slovakien) |
| 18:30 UTC+10 | 18:30 UTC+10      |                   |                 |       | Adelaide Publik: 16 309 Domare: Ľuboš Micheľ (Slovakien) | Adelaide Publik: 16 309 Domare: Ľuboš Micheľ (Slovakien) |
| 18:30 UTC+10 | 18:30 UTC+10      |                   |                 |       | Adelaide Publik: 16 309 Domare: Ľuboš Micheľ (Slovakien) | Adelaide Publik: 16 309 Domare: Ľuboš Micheľ (Slovakien) |

|              | 20 september 2000 | Spanien                        | 2 – 0           | Marocko | Melbourne Cricket Ground                       |                                                |
| 20:00 UTC+10 | 20:00 UTC+10      | José Mari 33′ Gabri García 90′ | (1 – 0) Rapport |         | Melbourne Publik: 24 623 Domare: Lu Jun (Kina) | Melbourne Publik: 24 623 Domare: Lu Jun (Kina) |
| 20:00 UTC+10 | 20:00 UTC+10      |                                |                 |         | Melbourne Publik: 24 623 Domare: Lu Jun (Kina) | Melbourne Publik: 24 623 Domare: Lu Jun (Kina) |
| 20:00 UTC+10 | 20:00 UTC+10      |                                |                 |         | Melbourne Publik: 24 623 Domare: Lu Jun (Kina) | Melbourne Publik: 24 623 Domare: Lu Jun (Kina) |

### Grupp C
| Nr | Lag      | S | V | O | F | GM | IM | MS | P |
| -- | -------- | - | - | - | - | -- | -- | -- | - |
| 1  | USA      | 3 | 1 | 2 | 0 | 6  | 4  | +2 | 5 |
| 2  | Kamerun  | 3 | 1 | 2 | 0 | 5  | 4  | +1 | 5 |
| 3  | Kuwait   | 3 | 1 | 0 | 2 | 6  | 8  | −2 | 3 |
| 4  | Tjeckien | 3 | 0 | 2 | 1 | 5  | 6  | −1 | 2 |

|              | 13 september 2000 | Kamerun                                                       | 3 – 2           | Kuwait                                  | Brisbane Cricket Ground                                      |                                                              |
| 19:00 UTC+10 | 19:00 UTC+10      | Nicolas Alnoudji 37′ Patrick Mboma 76′ Lauren Etame Mayer 86′ | (1 – 0) Rapport | 63′ Khalaf Al-Mutairi 88′ Jamal Mubarak | Brisbane Publik: 26 730 Domare: Bruce Grimshaw (Nya Zeeland) | Brisbane Publik: 26 730 Domare: Bruce Grimshaw (Nya Zeeland) |
| 19:00 UTC+10 | 19:00 UTC+10      |                                                               |                 |                                         | Brisbane Publik: 26 730 Domare: Bruce Grimshaw (Nya Zeeland) | Brisbane Publik: 26 730 Domare: Bruce Grimshaw (Nya Zeeland) |
| 19:00 UTC+10 | 19:00 UTC+10      |                                                               |                 |                                         | Brisbane Publik: 26 730 Domare: Bruce Grimshaw (Nya Zeeland) | Brisbane Publik: 26 730 Domare: Bruce Grimshaw (Nya Zeeland) |

|              | 13 september 2000 | USA                               | 2 – 2           | Tjeckien                                     | Bruce Stadium                                            |                                                          |
| 20:00 UTC+10 | 20:00 UTC+10      | Chris Albright 21′ Josh Wolff 44′ | (2 – 1) Rapport | 28′ Marek Jankulovski 52′ (str.) Lukáš Došek | Canberra Publik: 24 800 Domare: Carlos Simon (Brasilien) | Canberra Publik: 24 800 Domare: Carlos Simon (Brasilien) |
| 20:00 UTC+10 | 20:00 UTC+10      |                                   |                 |                                              | Canberra Publik: 24 800 Domare: Carlos Simon (Brasilien) | Canberra Publik: 24 800 Domare: Carlos Simon (Brasilien) |
| 20:00 UTC+10 | 20:00 UTC+10      |                                   |                 |                                              | Canberra Publik: 24 800 Domare: Carlos Simon (Brasilien) | Canberra Publik: 24 800 Domare: Carlos Simon (Brasilien) |

|              | 16 september 2000 | Tjeckien                           | 2 – 3           | Kuwait                                            | Brisbane Cricket Ground                                 |                                                         |
| 19:00 UTC+10 | 19:00 UTC+10      | Marek Heinz 2′ Roman Lengyel 90+1′ | (1 – 0) Rapport | 56′ Khalaf Al-Mutairi 64′, 73′ Faraj Laheeb Saeed | Brisbane Publik: 22 182 Domare: Mourad Daami (Tunisien) | Brisbane Publik: 22 182 Domare: Mourad Daami (Tunisien) |
| 19:00 UTC+10 | 19:00 UTC+10      |                                    |                 |                                                   | Brisbane Publik: 22 182 Domare: Mourad Daami (Tunisien) | Brisbane Publik: 22 182 Domare: Mourad Daami (Tunisien) |
| 19:00 UTC+10 | 19:00 UTC+10      |                                    |                 |                                                   | Brisbane Publik: 22 182 Domare: Mourad Daami (Tunisien) | Brisbane Publik: 22 182 Domare: Mourad Daami (Tunisien) |

|              | 16 september 2000 | USA               | 1 – 1           | Kamerun           | Bruce Stadium                                                |                                                              |
| 20:00 UTC+10 | 20:00 UTC+10      | Peter Vagenas 64′ | (0 – 1) Rapport | 16′ Patrick Mboma | Canberra Publik: 22 379 Domare: Mario Sanchez Yanten (Chile) | Canberra Publik: 22 379 Domare: Mario Sanchez Yanten (Chile) |
| 20:00 UTC+10 | 20:00 UTC+10      |                   |                 |                   | Canberra Publik: 22 379 Domare: Mario Sanchez Yanten (Chile) | Canberra Publik: 22 379 Domare: Mario Sanchez Yanten (Chile) |
| 20:00 UTC+10 | 20:00 UTC+10      |                   |                 |                   | Canberra Publik: 22 379 Domare: Mario Sanchez Yanten (Chile) | Canberra Publik: 22 379 Domare: Mario Sanchez Yanten (Chile) |

|              | 19 september 2000 | Tjeckien        | 1 – 1           | Kamerun                | Brisbane Cricket Ground                                     |                                                             |
| 19:00 UTC+10 | 19:00 UTC+10      | Lukáš Došek 53′ | (0 – 1) Rapport | 24′ Lauren Etame Mayer | Brisbane Publik: 23 442 Domare: Simon Micallef (Australien) | Brisbane Publik: 23 442 Domare: Simon Micallef (Australien) |
| 19:00 UTC+10 | 19:00 UTC+10      |                 |                 |                        | Brisbane Publik: 23 442 Domare: Simon Micallef (Australien) | Brisbane Publik: 23 442 Domare: Simon Micallef (Australien) |
| 19:00 UTC+10 | 19:00 UTC+10      |                 |                 |                        | Brisbane Publik: 23 442 Domare: Simon Micallef (Australien) | Brisbane Publik: 23 442 Domare: Simon Micallef (Australien) |

|              | 19 september 2000 | USA                                                    | 3 – 1           | Kuwait          | Melbourne Cricket Ground                                   |                                                            |
| 20:00 UTC+10 | 20:00 UTC+10      | Danny Califf 40′ Chris Albright 63′ Landon Donovan 88′ | (1 – 0) Rapport | 83′ Bader Najem | Melbourne Publik: 19 684 Domare: Herbert Fandel (Tyskland) | Melbourne Publik: 19 684 Domare: Herbert Fandel (Tyskland) |
| 20:00 UTC+10 | 20:00 UTC+10      |                                                        |                 |                 | Melbourne Publik: 19 684 Domare: Herbert Fandel (Tyskland) | Melbourne Publik: 19 684 Domare: Herbert Fandel (Tyskland) |
| 20:00 UTC+10 | 20:00 UTC+10      |                                                        |                 |                 | Melbourne Publik: 19 684 Domare: Herbert Fandel (Tyskland) | Melbourne Publik: 19 684 Domare: Herbert Fandel (Tyskland) |

### Grupp D
| Nr | Lag       | S | V | O | F | GM | IM | MS | P |
| -- | --------- | - | - | - | - | -- | -- | -- | - |
| 1  | Brasilien | 3 | 2 | 0 | 1 | 5  | 4  | +1 | 6 |
| 2  | Japan     | 3 | 2 | 0 | 1 | 4  | 3  | +1 | 6 |
| 3  | Sydafrika | 3 | 1 | 0 | 2 | 5  | 5  | 0  | 3 |
| 4  | Slovakien | 3 | 1 | 0 | 2 | 4  | 6  | −2 | 3 |

|              | 14 september 2000 | Brasilien                                                                   | 3 – 1           | Slovakien          | Brisbane Cricket Ground                                     |                                                             |
| 19:00 UTC+10 | 19:00 UTC+10      | Luís Eduardo Schmidt 30′ Marián Čišovský 68′ (sjm.) Alexsandro de Souza 81′ | (1 – 1) Rapport | 26′ Andrej Porázik | Brisbane Publik: 24 616 Domare: Simon Micallef (Australien) | Brisbane Publik: 24 616 Domare: Simon Micallef (Australien) |
| 19:00 UTC+10 | 19:00 UTC+10      |                                                                             |                 |                    | Brisbane Publik: 24 616 Domare: Simon Micallef (Australien) | Brisbane Publik: 24 616 Domare: Simon Micallef (Australien) |
| 19:00 UTC+10 | 19:00 UTC+10      |                                                                             |                 |                    | Brisbane Publik: 24 616 Domare: Simon Micallef (Australien) | Brisbane Publik: 24 616 Domare: Simon Micallef (Australien) |

|              | 14 september 2000 | Sydafrika              | 1 – 2           | Japan                     | Bruce Stadium                                            |                                                          |
| 20:00 UTC+10 | 20:00 UTC+10      | Siyabonga Nomvethe 31′ | (1 – 0) Rapport | 46′, 79′ Naohiro Takahara | Adelaide Publik: 17 500 Domare: Stéphane Bré (Frankrike) | Adelaide Publik: 17 500 Domare: Stéphane Bré (Frankrike) |
| 20:00 UTC+10 | 20:00 UTC+10      |                        |                 |                           | Adelaide Publik: 17 500 Domare: Stéphane Bré (Frankrike) | Adelaide Publik: 17 500 Domare: Stéphane Bré (Frankrike) |
| 20:00 UTC+10 | 20:00 UTC+10      |                        |                 |                           | Adelaide Publik: 17 500 Domare: Stéphane Bré (Frankrike) | Adelaide Publik: 17 500 Domare: Stéphane Bré (Frankrike) |

|              | 17 september 2000 | Brasilien                | 1 – 3           | Sydafrika                                                     | Brisbane Cricket Ground                                      |                                                              |
| 19:00 UTC+10 | 19:00 UTC+10      | Luís Eduardo Schmidt 11′ | (1 – 1) Rapport | 10′ Quinton Fortune 74′ Siyabonga Nomvethe 90′ Steve Lekoelea | Brisbane Publik: 36 328 Domare: Bruce Grimshaw (Nya Zeeland) | Brisbane Publik: 36 328 Domare: Bruce Grimshaw (Nya Zeeland) |
| 19:00 UTC+10 | 19:00 UTC+10      |                          |                 |                                                               | Brisbane Publik: 36 328 Domare: Bruce Grimshaw (Nya Zeeland) | Brisbane Publik: 36 328 Domare: Bruce Grimshaw (Nya Zeeland) |
| 19:00 UTC+10 | 19:00 UTC+10      |                          |                 |                                                               | Brisbane Publik: 36 328 Domare: Bruce Grimshaw (Nya Zeeland) | Brisbane Publik: 36 328 Domare: Bruce Grimshaw (Nya Zeeland) |

|              | 17 september 2000 | Slovakien          | 1 – 2           | Japan                                    | Bruce Stadium                                          |                                                        |
| 20:00 UTC+10 | 20:00 UTC+10      | Andrej Porázik 83′ | (0 – 0) Rapport | 67′ Hidetoshi Nakata 74′ Junichi Inamoto | Canberra Publik: 15 289 Domare: Falla N'Doye (Senegal) | Canberra Publik: 15 289 Domare: Falla N'Doye (Senegal) |
| 20:00 UTC+10 | 20:00 UTC+10      |                    |                 |                                          | Canberra Publik: 15 289 Domare: Falla N'Doye (Senegal) | Canberra Publik: 15 289 Domare: Falla N'Doye (Senegal) |
| 20:00 UTC+10 | 20:00 UTC+10      |                    |                 |                                          | Canberra Publik: 15 289 Domare: Falla N'Doye (Senegal) | Canberra Publik: 15 289 Domare: Falla N'Doye (Senegal) |

|              | 20 september 2000 | Brasilien              | 1 – 0           | Japan | Brisbane Cricket Ground                                  |                                                          |
| 19:00 UTC+10 | 19:00 UTC+10      | Alexsandro de Souza 5′ | (1 – 0) Rapport |       | Brisbane Publik: 36 608 Domare: Stéphane Bré (Frankrike) | Brisbane Publik: 36 608 Domare: Stéphane Bré (Frankrike) |
| 19:00 UTC+10 | 19:00 UTC+10      |                        |                 |       | Brisbane Publik: 36 608 Domare: Stéphane Bré (Frankrike) | Brisbane Publik: 36 608 Domare: Stéphane Bré (Frankrike) |
| 19:00 UTC+10 | 19:00 UTC+10      |                        |                 |       | Brisbane Publik: 36 608 Domare: Stéphane Bré (Frankrike) | Brisbane Publik: 36 608 Domare: Stéphane Bré (Frankrike) |

|              | 20 september 2000 | Slovakien                        | 2 – 1           | Sydafrika             | Bruce Stadium                                                |                                                              |
| 20:00 UTC+10 | 20:00 UTC+10      | Juraj Czinege 64′ Ján Šlahor 72′ | (0 – 0) Rapport | 75′ Benedict McCarthy | Canberra Publik: 14 562 Domare: Mario Sanchez Yanten (Chile) | Canberra Publik: 14 562 Domare: Mario Sanchez Yanten (Chile) |
| 20:00 UTC+10 | 20:00 UTC+10      |                                  |                 |                       | Canberra Publik: 14 562 Domare: Mario Sanchez Yanten (Chile) | Canberra Publik: 14 562 Domare: Mario Sanchez Yanten (Chile) |
| 20:00 UTC+10 | 20:00 UTC+10      |                                  |                 |                       | Canberra Publik: 14 562 Domare: Mario Sanchez Yanten (Chile) | Canberra Publik: 14 562 Domare: Mario Sanchez Yanten (Chile) |

## Slutspel

### Slutspelsträd
|  | Kvartsfinaler            | Kvartsfinaler         |                          |       | Semifinaler | Semifinaler |  |  | Final | Final |
|  |                          |                       |                          |       |             |             |  |  |       |       |
|  | 23 september - Brisbane  |                       |                          |       |             |             |  |  |       |       |
|  |                          |                       |                          |       |             |             |  |  |       |       |
|  | Brasilien                | 1                     |                          |       |             |             |  |  |       |       |
|  | Brasilien                | 1                     | 26 september - Melbourne |       |             |             |  |  |       |       |
|  | Kamerun (GG)             | 2                     |                          |       |             |             |  |  |       |       |
|  | Kamerun (GG)             | 2                     | Kamerun                  | 2     |             |             |  |  |       |       |
|  | 23 september - Melbourne |                       | Kamerun                  | 2     |             |             |  |  |       |       |
|  |                          | Chile                 | 1                        |       |             |             |  |  |       |       |
|  | Chile                    | Chile                 | 1                        | 4     |             |             |  |  |       |       |
|  | Chile                    |                       | 30 september - Sydney    | 4     |             |             |  |  |       |       |
|  | Nigeria                  | 1                     |                          |       |             |             |  |  |       |       |
|  | Nigeria                  | 1                     | Kamerun (str.)           | 2 (5) |             |             |  |  |       |       |
|  | 23 september - Adelaide  |                       | Kamerun (str.)           | 2 (5) |             |             |  |  |       |       |
|  |                          | Spanien               | 2 (3)                    |       |             |             |  |  |       |       |
|  | USA (str.)               | Spanien               | 2 (3)                    | 2 (5) |             |             |  |  |       |       |
|  | USA (str.)               | 26 september - Sydney |                          | 2 (5) |             |             |  |  |       |       |
|  | Japan                    | 2 (4)                 |                          |       |             |             |  |  |       |       |
|  | Japan                    | 2 (4)                 | USA                      | 1     |             |             |  |  |       |       |
|  | 23 september - Sydney    |                       | USA                      | 1     |             |             |  |  |       |       |
|  |                          | Spanien               | 3                        |       | Bronsmatch  | Bronsmatch  |  |  |       |       |
|  | Italien                  | Spanien               | 3                        | 0     | Bronsmatch  | Bronsmatch  |  |  |       |       |
|  | Italien                  |                       | 29 september - Sydney    | 0     |             |             |  |  |       |       |
|  | Spanien                  | 1                     |                          |       |             |             |  |  |       |       |
|  | Spanien                  | 1                     | USA                      | 0     |             |             |  |  |       |       |
|  |                          |                       |                          |       |             |             |  |  |       |       |
|  | Chile                    | 2                     |                          |       |             |             |  |  |       |       |
|  | Chile                    | 2                     |                          |       |             |             |  |  |       |       |

### Kvartsfinaler
|              | 23 september 2000 | USA                                                                | 0000 2 – 2 (e.fl.)         | Japan                                                                            | Hindmarsh Stadium                                            |                                                              |
| 18:30 UTC+10 | 18:30 UTC+10      | Josh Wolff 68′ Peter Vagenas 90′ (str.)                            | (0 – 1) Rapport            | 30′ Atsushi Yanagisawa 72′ Naohiro Takahara                                      | Adelaide Publik: 18 345 Domare: Felix Tangawarima (Zimbabwe) | Adelaide Publik: 18 345 Domare: Felix Tangawarima (Zimbabwe) |
| 18:30 UTC+10 | 18:30 UTC+10      |                                                                    |                            |                                                                                  | Adelaide Publik: 18 345 Domare: Felix Tangawarima (Zimbabwe) | Adelaide Publik: 18 345 Domare: Felix Tangawarima (Zimbabwe) |
| 18:30 UTC+10 | 18:30 UTC+10      | Peter Vagenas Jeff Agoos Landon Donovan Josh Wolff Sasha Victorine | Straffsparksläggning 5 – 4 | Shunsuke Nakamura Junichi Inamoto Ryuzo Morioka Hidetoshi Nakata Tomokazu Myojin | Adelaide Publik: 18 345 Domare: Felix Tangawarima (Zimbabwe) | Adelaide Publik: 18 345 Domare: Felix Tangawarima (Zimbabwe) |

|              | 23 september 2000 | Brasilien        | 0000 1 – 2 (e.fl.) | Kamerun                               | Brisbane Cricket Ground                                   |                                                           |
| 19:00 UTC+10 | 19:00 UTC+10      | Ronaldinho 90+4′ | (0 – 1) Rapport    | 17′ Patrick Mboma 113′ Modeste M'bami | Brisbane Publik: 37 332 Domare: Herbert Fandel (Tyskland) | Brisbane Publik: 37 332 Domare: Herbert Fandel (Tyskland) |
| 19:00 UTC+10 | 19:00 UTC+10      |                  |                    |                                       | Brisbane Publik: 37 332 Domare: Herbert Fandel (Tyskland) | Brisbane Publik: 37 332 Domare: Herbert Fandel (Tyskland) |
| 19:00 UTC+10 | 19:00 UTC+10      |                  |                    |                                       | Brisbane Publik: 37 332 Domare: Herbert Fandel (Tyskland) | Brisbane Publik: 37 332 Domare: Herbert Fandel (Tyskland) |

|              | 23 september 2000 | Italien | 0 – 1           | Spanien          | Sydney Football Stadium                                |                                                        |
| 20:00 UTC+10 | 20:00 UTC+10      |         | (0 – 0) Rapport | 86′ Gabri García | Sydney Publik: 38 134 Domare: Carlos Simon (Brasilien) | Sydney Publik: 38 134 Domare: Carlos Simon (Brasilien) |
| 20:00 UTC+10 | 20:00 UTC+10      |         |                 |                  | Sydney Publik: 38 134 Domare: Carlos Simon (Brasilien) | Sydney Publik: 38 134 Domare: Carlos Simon (Brasilien) |
| 20:00 UTC+10 | 20:00 UTC+10      |         |                 |                  | Sydney Publik: 38 134 Domare: Carlos Simon (Brasilien) | Sydney Publik: 38 134 Domare: Carlos Simon (Brasilien) |

|              | 23 september 2000 | Chile                                                                      | 4 – 1           | Nigeria          | Melbourne Cricket Ground                            |                                                     |
| 20:00 UTC+10 | 20:00 UTC+10      | Pablo Contreras 17′ Iván Zamorano 18′ Reinaldo Navia 42′ Rodrigo Tello 65′ | (3 – 0) Rapport | 76′ Victor Agali | Melbourne Publik: 44 425 Domare: Saad Mane (Kuwait) | Melbourne Publik: 44 425 Domare: Saad Mane (Kuwait) |
| 20:00 UTC+10 | 20:00 UTC+10      |                                                                            |                 |                  | Melbourne Publik: 44 425 Domare: Saad Mane (Kuwait) | Melbourne Publik: 44 425 Domare: Saad Mane (Kuwait) |
| 20:00 UTC+10 | 20:00 UTC+10      |                                                                            |                 |                  | Melbourne Publik: 44 425 Domare: Saad Mane (Kuwait) | Melbourne Publik: 44 425 Domare: Saad Mane (Kuwait) |

### Semifinaler
|              | 26 september 2000 | Spanien                                               | 3 – 1           | USA                      | Sydney Football Stadium                               |                                                       |
| 20:00 UTC+10 | 20:00 UTC+10      | Raúl Tamudo 16′ Miguel Ángel Angulo 25′ José Mari 87′ | (2 – 1) Rapport | 42′ (str.) Peter Vagenas | Sydney Publik: 39 800 Domare: Mourad Daami (Tunisien) | Sydney Publik: 39 800 Domare: Mourad Daami (Tunisien) |
| 20:00 UTC+10 | 20:00 UTC+10      |                                                       |                 |                          | Sydney Publik: 39 800 Domare: Mourad Daami (Tunisien) | Sydney Publik: 39 800 Domare: Mourad Daami (Tunisien) |
| 20:00 UTC+10 | 20:00 UTC+10      |                                                       |                 |                          | Sydney Publik: 39 800 Domare: Mourad Daami (Tunisien) | Sydney Publik: 39 800 Domare: Mourad Daami (Tunisien) |

|              | 26 september 2000 | Chile                     | 1 – 2           | Kamerun                                         | Melbourne Cricket Ground                                  |                                                           |
| 21:00 UTC+10 | 21:00 UTC+10      | Patrice Abanda 78′ (sjm.) | (0 – 0) Rapport | 84′ Patrick Mboma 89′ (str.) Lauren Etame Mayer | Melbourne Publik: 64 338 Domare: Stéphane Bré (Frankrike) | Melbourne Publik: 64 338 Domare: Stéphane Bré (Frankrike) |
| 21:00 UTC+10 | 21:00 UTC+10      |                           |                 |                                                 | Melbourne Publik: 64 338 Domare: Stéphane Bré (Frankrike) | Melbourne Publik: 64 338 Domare: Stéphane Bré (Frankrike) |
| 21:00 UTC+10 | 21:00 UTC+10      |                           |                 |                                                 | Melbourne Publik: 64 338 Domare: Stéphane Bré (Frankrike) | Melbourne Publik: 64 338 Domare: Stéphane Bré (Frankrike) |

### Bronsmatch
|              | 29 september 2000 | Chile                         | 2 – 0           | USA | Sydney Football Stadium                                   |                                                           |
| 20:00 UTC+10 | 20:00 UTC+10      | Iván Zamorano 69′ (str.), 84′ | (0 – 0) Rapport |     | Sydney Publik: 26 381 Domare: Simon Micallef (Australien) | Sydney Publik: 26 381 Domare: Simon Micallef (Australien) |
| 20:00 UTC+10 | 20:00 UTC+10      |                               |                 |     | Sydney Publik: 26 381 Domare: Simon Micallef (Australien) | Sydney Publik: 26 381 Domare: Simon Micallef (Australien) |
| 20:00 UTC+10 | 20:00 UTC+10      |                               |                 |     | Sydney Publik: 26 381 Domare: Simon Micallef (Australien) | Sydney Publik: 26 381 Domare: Simon Micallef (Australien) |

### Final
|              | 30 september 2000 | Kamerun                                                                 | 0000 2 – 2 (e.fl.)         | Spanien                                      | Stadium Australia                                    |                                                      |
| 12:00 UTC+10 | 12:00 UTC+10      | Iván Amaya 53′ (sjm.) Samuel Eto'o 58′                                  | (0 – 2) Rapport            | 2′ Xavi 45′ Gabri García                     | Sydney Publik: 104 098 Domare: Felipe Ramos (Mexiko) | Sydney Publik: 104 098 Domare: Felipe Ramos (Mexiko) |
| 12:00 UTC+10 | 12:00 UTC+10      |                                                                         |                            |                                              | Sydney Publik: 104 098 Domare: Felipe Ramos (Mexiko) | Sydney Publik: 104 098 Domare: Felipe Ramos (Mexiko) |
| 12:00 UTC+10 | 12:00 UTC+10      | Patrick Mboma Samuel Eto'o Geremi Njitap Lauren Etame Mayer Pierre Womé | Straffsparksläggning 5 – 3 | Xavi Joan Capdevila Iván Amaya David Albelda | Sydney Publik: 104 098 Domare: Felipe Ramos (Mexiko) | Sydney Publik: 104 098 Domare: Felipe Ramos (Mexiko) |

## Statistik

### Skytteligan
6 mål
- Iván Zamorano

4 mål
| - Reinaldo Navia - David Suazo | - Patrick M'Boma |

3 mål
| - Naohiro Takahara - Lauren Etame Mayer - Victor Agali | - Gabri - José Mari - Peter Vagenas |

2 mål
| - Alex - Edu - Gianni Comandini - Khalaf Al-Mutairi - Faraj Saeed - Andrej Porázik | - Xavi - Siyabonga Nomvethe - Lukáš Došek - Chris Albright - Josh Wolff |

1 mål
| - Kasey Wehrman - Ronaldinho - Pablo Contreras - Rafael Olarra - Rodrigo Tello - Julio César de León - Massimo Ambrosini - Andrea Pirlo - Junichi Inamoto - Hidetoshi Nakata - Atsushi Yanagisawa - Nicolas Alnoudji - Samuel Eto'o - Modeste M'bami - Jamal Mubarak - Bader Najem - El Houssaine Ouchla - Bright Igbinadolor | - Pius Ikedia - Garba Lawal - Juraj Czinege - Ján Šlahor - Miguel Ángel Angulo - Jesús Lacruz - Raúl Tamudo - Toni Velamazán - Quinton Fortune - Steve Lekoelea - Benni McCarthy - Lee Dong-gook - Lee Chun-soo - Marek Heinz - Roman Lengyel - Danny Califf - Landon Donovan |

Självmål
| - Jaime Rosales (mot Australien) - Alessandro Nesta (mot Honduras) - Patrice Abanda (mot Chile) | - Samuel Okunowo (mot Italien) - Marián Čišovský (mot Brasilien) - Iván Amaya (mot Kamerun) |

### Slutställning
Matcher avgjorda under förlängning räknas som vinst respektive förlust, matcher avgjorda efter straffsparksläggning räknas som oavgjort.
| Nr | Lag        | S | V | O | F | GM | IM | MS | P  |
| -- | ---------- | - | - | - | - | -- | -- | -- | -- |
| 1  | Kamerun    | 6 | 3 | 3 | 0 | 11 | 8  | +3 | 12 |
| 2  | Spanien    | 6 | 4 | 1 | 1 | 12 | 6  | +6 | 13 |
| 3  | Chile      | 6 | 4 | 0 | 2 | 14 | 6  | +8 | 12 |
| 4  | USA        | 6 | 1 | 3 | 2 | 9  | 11 | −2 | 6  |
| 5  | Italien    | 4 | 2 | 1 | 1 | 5  | 3  | +2 | 7  |
| 6  | Japan      | 4 | 2 | 1 | 1 | 6  | 5  | +1 | 7  |
| 7  | Brasilien  | 4 | 2 | 0 | 2 | 6  | 6  | 0  | 6  |
| 8  | Nigeria    | 4 | 1 | 2 | 1 | 8  | 10 | −2 | 5  |
| 9  | Sydkorea   | 3 | 2 | 0 | 1 | 2  | 3  | −1 | 6  |
| 10 | Honduras   | 3 | 1 | 1 | 1 | 6  | 7  | −1 | 4  |
| 11 | Sydafrika  | 3 | 1 | 0 | 2 | 5  | 5  | 0  | 3  |
| 12 | Kuwait     | 3 | 1 | 0 | 2 | 6  | 8  | −2 | 3  |
| 13 | Slovakien  | 3 | 1 | 0 | 2 | 4  | 6  | −2 | 3  |
| 14 | Tjeckien   | 3 | 0 | 2 | 1 | 5  | 6  | −1 | 2  |
| 15 | Australien | 3 | 0 | 0 | 3 | 3  | 6  | −3 | 0  |
| 16 | Marocko    | 3 | 0 | 0 | 3 | 1  | 7  | −6 | 0  |

## Medaljörer
| Spel                | Guld | Silver | Brons |
| Herrarnas turnering | Kamerun · Samuel Eto'o · Serge Mimpo · Clément Beaud · Aaron Nguimbat · Joël Epalle · Modeste M'bami · Patrice Abanda · Nicolas Alnoudji · Daniel Bekono · Serge Branco · Lauren · Carlos Kameni · Patrick Mboma · Albert Meyong · Daniel Ngom Kome · Geremi · Patrick Suffo · Pierre Womé | Spanien · David Albelda · Iván Amaya · Miguel Ángel Angulo · Daniel Aranzubia · Joan Capdevila · Jordi Ferrón · Gabriel García · Xavier Hernández · Jesus María Lacruz · Albert Luque · Carlos Marchena · Felip Ortiz · Carles Puyol · José María Romero · Ismael Ruiz · Raúl Tamudo · Antonio Velamazán · Unai Vergara | Chile · Pedro Reyes · Nelson Tapia · Iván Zamorano · Javier di Gregorio · Cristián Álvarez · Francisco Arrué · Pablo Contreras · Sebastián González · David Henríquez · Manuel Ibarra · Claudio Maldonado · Reinaldo Navia · Rodrigo Núñez · Rafael Olarra · Patricio Ormazábal · David Pizarro · Rodrigo Tello · Mauricio Rojas |